# Пулвесь (Малопольське воєводство)
Пулвесь (пол. Półwieś) — село в Польщі, у гміні Спитковіце Вадовицького повіту Малопольського воєводства.
Населення — 525 осіб (2011).

## Історія
У 1975-1998 роках село належало до Бельського воєводства, підпорядковувалося районній адміністрації у Вадовицях.

## Демографія
Демографічна структура станом на 31 березня 2011 року:
|          | Загалом | Допрацездатний вік | Працездатний вік | Постпрацездатний вік |
| -------- | ------- | ------------------ | ---------------- | -------------------- |
| Чоловіки | 255     | 51                 | 180              | 24                   |
| Жінки    | 270     | 54                 | 146              | 70                   |
| Разом    | 525     | 105                | 326              | 94                   |